# داردره
داردره (به لاتین: Dardərə) منطقه‌ای مسکونی در جمهوری آذربایجان است که در شهرستان داش‌کسن واقع شده‌است. داردره ۴۹۰ نفر جمعیت دارد.

## ریشه واژه
واژه دار به معنی درخت است.